# ディエゴ・ベラスケス・デ・クエリャル

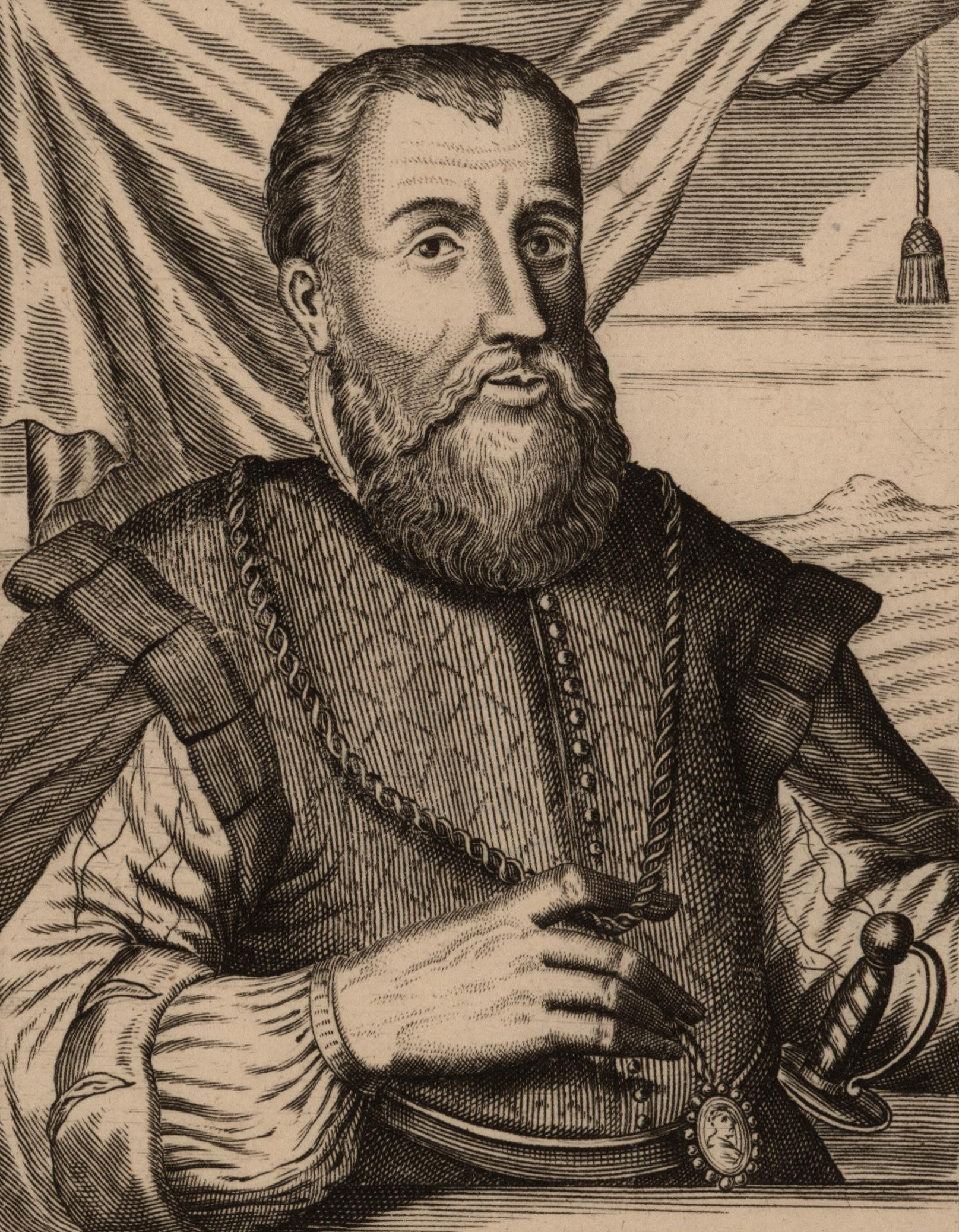
ディエゴ・ベラスケス・デ・クエリャル

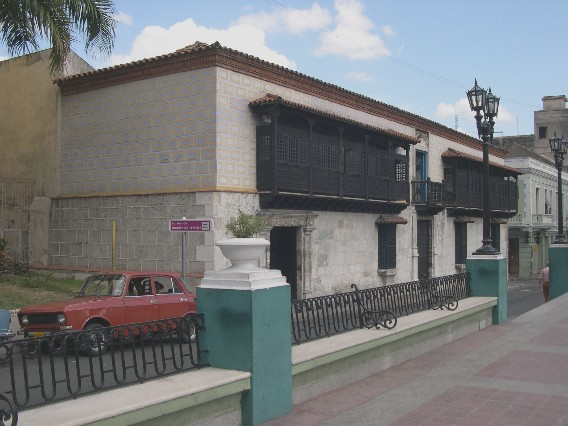
サンティアーゴ・デ・クーバにあるディエゴ・ベラスケスの家

ディエゴ・ベラスケス・デ・クエリャル（Diego Velázquez de Cuéllar, 1465年 - 1524年6月12日）は、スペインのコンキスタドール。1511年から1524年までキューバ総督を務めた。

## 生涯
ディエゴ・ベラスケスはスペインのクエリャルで生まれた。ベラスケスは1493年にクリストファー・コロンブスの船団の一員として初めて新世界を訪れた。1511年、イスパニョーラ島に移り、キューバ征服を指揮した。その後初代キューバ総督に就任し、キューバ島の各地にサンティアーゴ・デ・クーバやハバナなどの多くの植民地や都市を築いた。1513年、インディオの減少による労働力不足を補うために黒人奴隷の輸入を認可した。
ベラスケスは西方の土地の調査のために、1517年のフランシスコ・エルナンデス・デ・コルドバのユカタン半島探検などの様々な探検を認可した。最初のうちはエルナン・コルテスのメキシコ探検も支援したが、コルテスはメキシコの占領と自身の領有権を主張するようになった。ベラスケスはコルテスの越権行為を非難し、パンフィロ・デ・ナルバエスにコルテスの逮捕を命じた。しかし、ナルバエスの軍隊はコルテスの奇襲を受けて敗北し、生き残りはコルテスに降伏した。このため、ベラスケスはメキシコからの富を見ることはなかった。
1524年、ベラスケスはサンティアーゴ・デ・クーバで死去した。